# 聯邦區 (巴西)
聯邦區 是巴西首都巴西利亞的所在地，與之同域。位於該國中部和東南部的過渡地帶。面積5,801.937平方公里，2005年人口2,337,078人，简称DF。身為巴西首都巴西利亞之首都特區，面積上聯邦區是巴西27州中面積最小的，但人口密度也冠絕巴西各州。